# Irina Sidorkova
Irina Antonovna Sidorkova (Petrozavodsk, Rusia; 27 de junio de 2003) es una piloto de automovilismo rusa. En 2022 corrió en el Campeonato de Circuitos Rusos con Sofit Racing Team.

## Carrera

### Inicios
Sidorkova comenzó a conducir en el karting a los seis años, inspirándose en la película Cars.

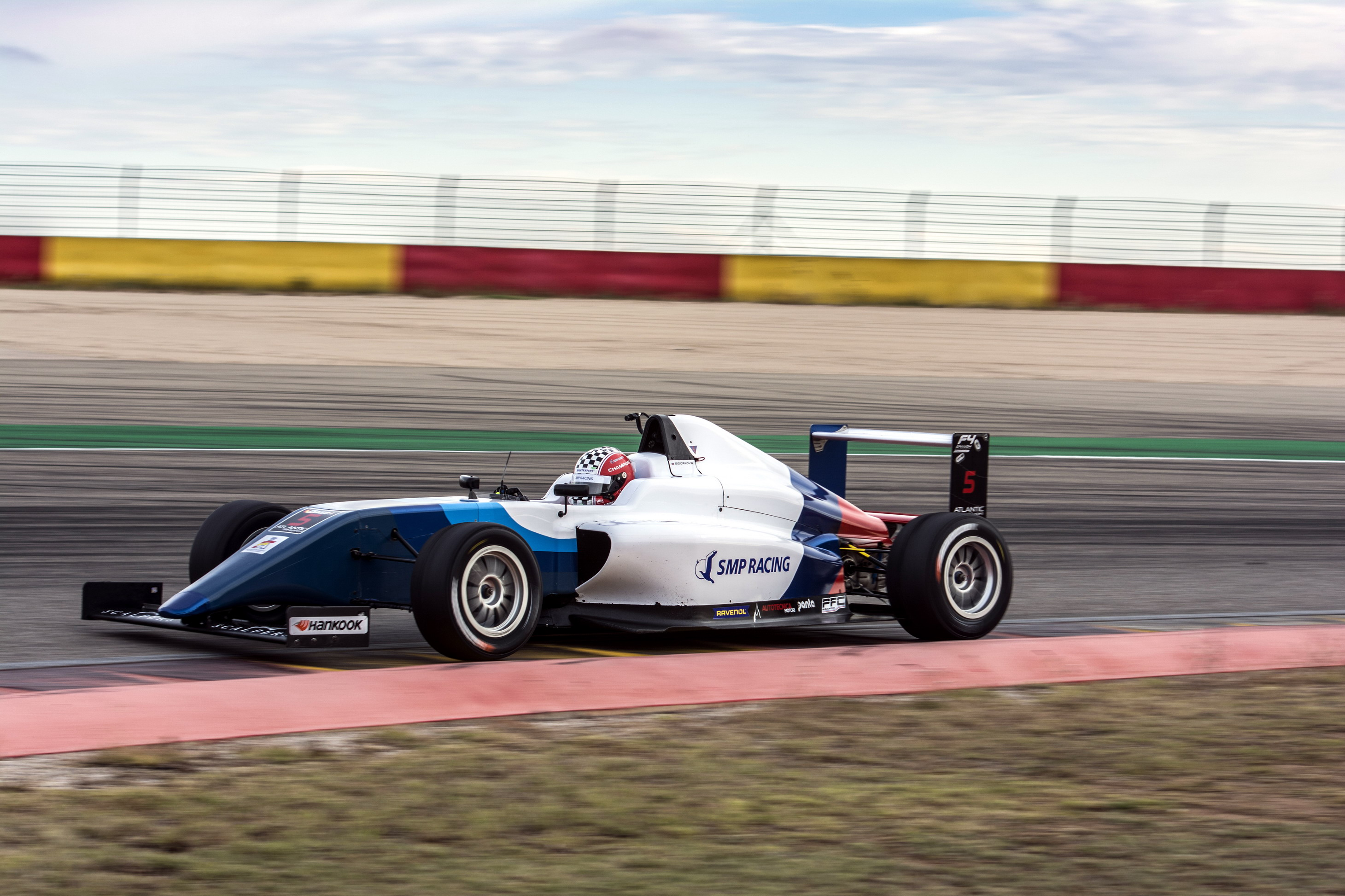
Sidorkova en el MotorLand Aragón, 2019.

Después de haber competido en el norte de Rusia y los países bálticos con éxito, incluido un campeonato de Estonia en 2012, pasó a los rallies a los 11 años y a las carreras de turismos a través de la Campeonato de Circuitos Rusos a los 13, ambas oportunidades a través de Volkswagen.
Habiendo ganado el título de la clase Nacional Junior en 2018, SMP Racing invitó a Sidorkova a disputar la ronda final del SMP Fórmula 4, donde terminó decimotercera en las tres carreras. 
El SMP Racing Junior Team la tomó a bordo en 2019, y competiría tanto en la serie de Fórmula 4 rusa como en la española, terminando 6º en el primero y 18º en el segundo.

### W Series

#### 2020
Sidorkova solicitó a la W Series para 2020, un campeonato de Fórmula 3 para mujeres piloto. Pasó las pruebas de evaluación, convirtiéndose en la conductora más joven en hacerlo.
Estaba lista para disputar el campeonato de 2020 antes de que fuera cancelado en respuesta a la pandemia de COVID-19. En su lugar, se llevó a cabo una serie de eSports de 10 eventos en iRacing, con Sidorkova ocupando el tercer lugar en el campeonato. Regresó a la Campeonato de Circuitos Rusos para llenar su temporada vacía y terminó novena en la general en la clase Touring-Light con una victoria en el circuito NRING.

#### 2021
En 2021, Sidorkova haría su debut en la W Series. Comenzó el año compitiendo en el Campeonato Asiático de F3 para Evans GP como preparación, donde no logró sumar ningún punto y terminó en el puesto 22 de los 26 participantes. 

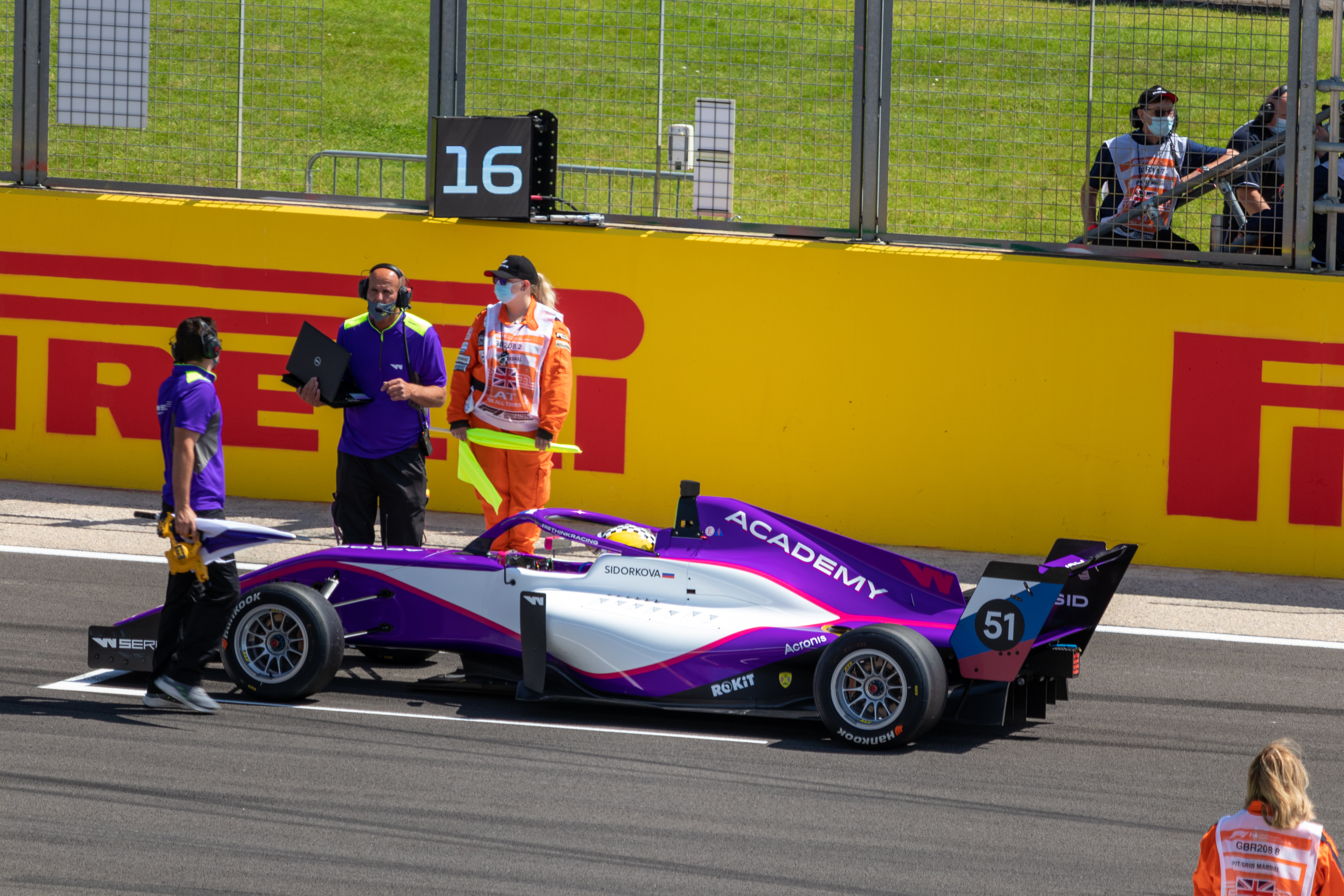
Sidorkova en el Circuito de Silverstone, 2021.

Sin embargo, lograría su primer podio de la W Series en solo su segunda aparición, en el Red Bull Ring en Austria.
El resto de la temporada estuvo plagado de inconsistencias, ya que sumó puntos solo una vez más en Hungría y se perdió la ronda de Spa-Francorchamps después de dar positivo por COVID-19.
Su temporada se interrumpió nuevamente en octubre, cuando a Sidorkova se le negó una visa estadounidense y, por lo tanto, se quedó fuera de la final de temporada en el Circuito de las Américas. Finalmente terminó novena en la clasificación.
En noviembre de 2021, Sidorkova fue invitada a participar en una prueba de Fórmula 3 de la FIA de un día en Magny-Cours, junto con la también piloto de la W Series, Nerea Martí y las pilotas de Iron Dames, Maya Weug y Doriane Pin.

#### 2022
Sidorkova estaba programada para regresar a la W Series para 2022, pero las restricciones impuestas a los pilotos rusos en respuesta a la invasión rusa de Ucrania la obligaron a abandonar "hasta nuevo aviso".
Debido al conflicto, no participó en ninguno de los eventos de ese año y regresó al Campeonato de Circuitos Rusos, terminando en tercer lugar en la categoría Super Production con una victoria en una carrera.

## Resumen de carrera
| Temporada | Categoría                                        | Equipo            | Carreras | Victorias | Poles | VR | Podios | Puntos | Pos. |
| --------- | ------------------------------------------------ | ----------------- | -------- | --------- | ----- | -- | ------ | ------ | ---- |
| 2017      | Campeonato de Circuitos Rusos - Junior Nacional  | Rally Academy     | 10       | 3         | 1     | 2  | 6      | 171    | 2.ª  |
| 2018      | Campeonato de Circuitos Rusos - Junior Nacional  | Rally Academy     | 10       | 3         | 1     | 5  | 6      | 163    | 1.ª  |
| 2018      | SMP Fórmula 4                                    | SMP Racing        | 3        | 0         | 0     | 0  | 0      | 0      | 3.ª  |
| 2019      | SMP Fórmula 4                                    | SMP Racing        | 11       | 0         | 0     | 0  | 2      | 96     | 6.ª  |
| 2019      | Campeonato de España de F4                       | Drivex School     | 18       | 0         | 0     | 0  | 0      | 15     | 18.ª |
| 2020      | Campeonato de Circuitos Rusos - Touring Light    | Rally Academy     | 12       | 1         | 1     | 1  | 2      | 110    | 9.ª  |
| 2021      | W Series                                         | W Series Academy  | 5        | 0         | 0     | 0  | 1      | 34     | 9.ª  |
| 2021      | Campeonato Asiático de F3                        | Evans GP          | 12       | 0         | 0     | 0  | 0      | 0      | 22.ª |
| 2022      | Campeonato de Circuitos Rusos - Super Production | Sofit Racing Team | 8        | 1         | 0     | 2  | 5      | 137    | 3.ª  |
| Fuente:   |                                                  |                   |          |           |       |    |        |        |      |

## Resultados

### Campeonato de España de F4
(Clave) (negrita indica pole position) (cursiva indica vuelta rápida)

| Año  | Equipo        | 1   | 1   | 1   | 2   | 2   | 2   | 3   | 3   | 3   | 4   | 4   | 4   | 5   | 5   | 5   | 6   | 6   | 6   | 7   | 7   | 7   | Pos. | Puntos |
| ---- | ------------- | --- | --- | --- | --- | --- | --- | --- | --- | --- | --- | --- | --- | --- | --- | --- | --- | --- | --- | --- | --- | --- | ---- | ------ |
| 2019 | Drivex School | NAV | NAV | NAV | LEC | LEC | LEC | ARA | ARA | ARA | VAL | VAL | VAL | JER | JER | JER | POR | POR | POR | BAR | BAR | BAR | 18.ª | 15     |
| 2019 | Drivex School | 13  | 11  | 8   | 11  | 14  | 15  | 13  | 11  | 6   | 16  | 14  | 12  | 11  | 13  | 14  | 9   | 10  | 12  |     |     |     | 18.ª | 15     |

### W Series
(Clave) (negrita indica pole position) (cursiva indica vuelta rápida)

| Año  | Equipo           | 1     | 2     | 3      | 4     | 5      | 6      | 7   | 8   | Pos. | Puntos |
| ---- | ---------------- | ----- | ----- | ------ | ----- | ------ | ------ | --- | --- | ---- | ------ |
| 2021 | W Series Academy | SPI 8 | SPI 2 | SIL 14 | BUD 4 | SPA WD | ZAN 13 | AUS | AUS | 9.ª  | 34     |